# Federal Investigation Agency
La Federal Investigation Agency est une agence gouvernementale pakistanaise de renseignement et de police judiciaire. C'est une agence fédérale contrôlée par le gouvernement, créée le 13 janvier 1975 par le Premier ministre Zulfikar Ali Bhutto. Agence civile, elle est créée pour amoindrir la prédominance des militaires pakistanais dans le système de renseignements, au travers de l'Inter-Services Intelligence notamment.

## Missions et objectifs
La Federal Investigation Agency a pour objectif affiché le renforcement de l'effectivité du droit pénal dans tout le pays et la défense des intérêts nationaux du pays. Sur son site internet, l'agence déclare vouloir atteindre l'excellence par la culture du mérite, une formation professionnelle continue, l'utilisation des nouvelles technologies ainsi qu'un mécanisme de retour d'informations performant.
En 2009, l'agence compte dix départements actifs :
- Branche anti-terroriste : chargée de la protection contre tous les risques terroristes, y compris le cyberterrorisme, le bioterrorisme, les attaques chimiques et nucléaires. Elle a été créée en 2003 et a bénéficié du soutien des États-Unis, qui a fourni équipements et formation[2].
- Branche anti-corruption : chargée de mener des enquêtes et de combattre la corruption publique, en coordination avec le National Accountability Bureau (le bureau national de comptabilité)[3].
- Branche chargée de la lutte contre les crimes économiques, comme l'évasion fiscale, les fraudes bancaires, les contrefaçons, etc., ainsi que du renforcement de la propriété intellectuelle[4].
- Branche de l'immigration : chargée de la lutte contre l'immigration illégale et le trafic d'êtres humains. Créé dès l'origine en 1975, il agrège alors toutes les autorités provinciales en la matière[5].
- Branche technique : d'abord chargée de donner une assistance scientifique et technologique aux autres branches et à diverses agences, elle est aussi chargée de lutter contre l’espionnage et les opérations des agences de renseignement étrangères. Elle a également été créée en 1975, dès l'origine[6].
- Branche légale : chargée de fournir une assistance juridique aux autres branches[6].
- Bureau central national : il est situé à Interpol et est chargé de la coordination contre les crimes et délits transnationaux. Il a été créé en 1957 et a été placé sous la responsabilité de la FIA en 1975[7].
- Unité de lutte contre les trafics : elle est chargée de la lutte contre les trafics, notamment humains, et a été créée par une ordonnance du gouvernement en 2002[8].

## Organisation
L'agence est dirigée par un directeur-général, qui est nommé par le Premier ministre et doit être confirmé par le président de la République. Il doit être issu de l'administration civile ou de la police, mais est souvent un officier senior de police. Il est assisté par trois directeur-généraux additionnels, qui sont à la tête des secteurs « immigration », « crimes » et « administration ». Le premier de ces secteurs compte trois directeurs et cinq sous-directeurs, le deuxième quatre directeurs et deux sous-directeurs, et la dernière un directeur, le commandant de l'Académie de la FIA, et quatre sous-directeurs.
Enfin, le directeur général est aussi assisté par cinq directeurs « locaux », pour les quatre provinces du Pendjab, du Sind, de Khyber Pakhtunkhwa et du Balouchistan ainsi que le territoire fédéral d'Islamabad.

## Histoire
La Federal Investigation Agency est vu comme le successeur de la Special Police Establishment Pakistan, lui-même successeur de la Special Police Establishment créé en 1942 par le gouvernement britannique dans le Raj, et qui avait été divisé entre les deux pays après la partition.
Elle est créée le 13 janvier 1975 pour le gouvernement du Premier ministre Zulfikar Ali Bhutto, qui entendait ainsi mettre fin au monopole de l'armée dans le domaine du renseignement, dont il disposait via l'Inter-Services Intelligence. Sa place est également précisée dans la Constitution depuis une réforme constitutionnelle votée par le Parlement en 1974. En 1993, le gouvernement de Benazir Bhutto élargit les compétences de la FIA et nomme l'un de ses proches, Rehman Malik, directeur additionnel. Ce dernier mène une politique parfois opposé à celle des militaires, collaborant notamment avec les États-Unis dans l'enquête sur l'attentat du World Trade Center de 1993.
En mars 2006, la FIA reprend sa collaboration avec son homologue indien, le Bureau central d'enquête, pour la première fois depuis 1989.